# Generaal Cronjéstraat (Haarlem)
De Generaal Cronjéstraat (de Cronjé) is een winkelstraat in de Noord-Hollandse stad Haarlem, in de Transvaalwijk in Haarlem-Noord. De straat is vernoemd naar generaal Piet Cronjé en loopt parallel aan de Schoterweg. Er bevinden zich ongeveer 150 winkels.
De straat bestaat uit woonhuizen die in de loop der tijd zijn omgebouwd tot winkelpanden. In 1969 zijn de winkels voorzien van aaneengesloten luifels waardoor de straat het aanzien van een winkelcentrum kreeg. 
Van 2008 tot 2014 was de Cronjé autovrij om fietsers en voetgangers meer ruimte te geven. In de nabijheid van de straat bevindt zich sindsdien onder het Sint-Jorisveld van de Ripperda Kazerne de naar de straat vernoemde parkeergarage Cronjé. Wegens afnemende omzetten is het besluit om geen autoverkeer toe te staan op verzoek van de winkeliers teruggedraaid tot alleen de zaterdag. 
Aan de noordzijde loopt de straat door als Julianapark en Soendaplein. De winkels in dit gedeelte worden ook tot de Cronjé gerekend. Tijdens de Tweede Wereldoorlog was het Julianapark vanwege de verwijzing naar het oranjehuis hernoemd tot Verlengde Generaal Cronjéstraat.

## Fotogalerij

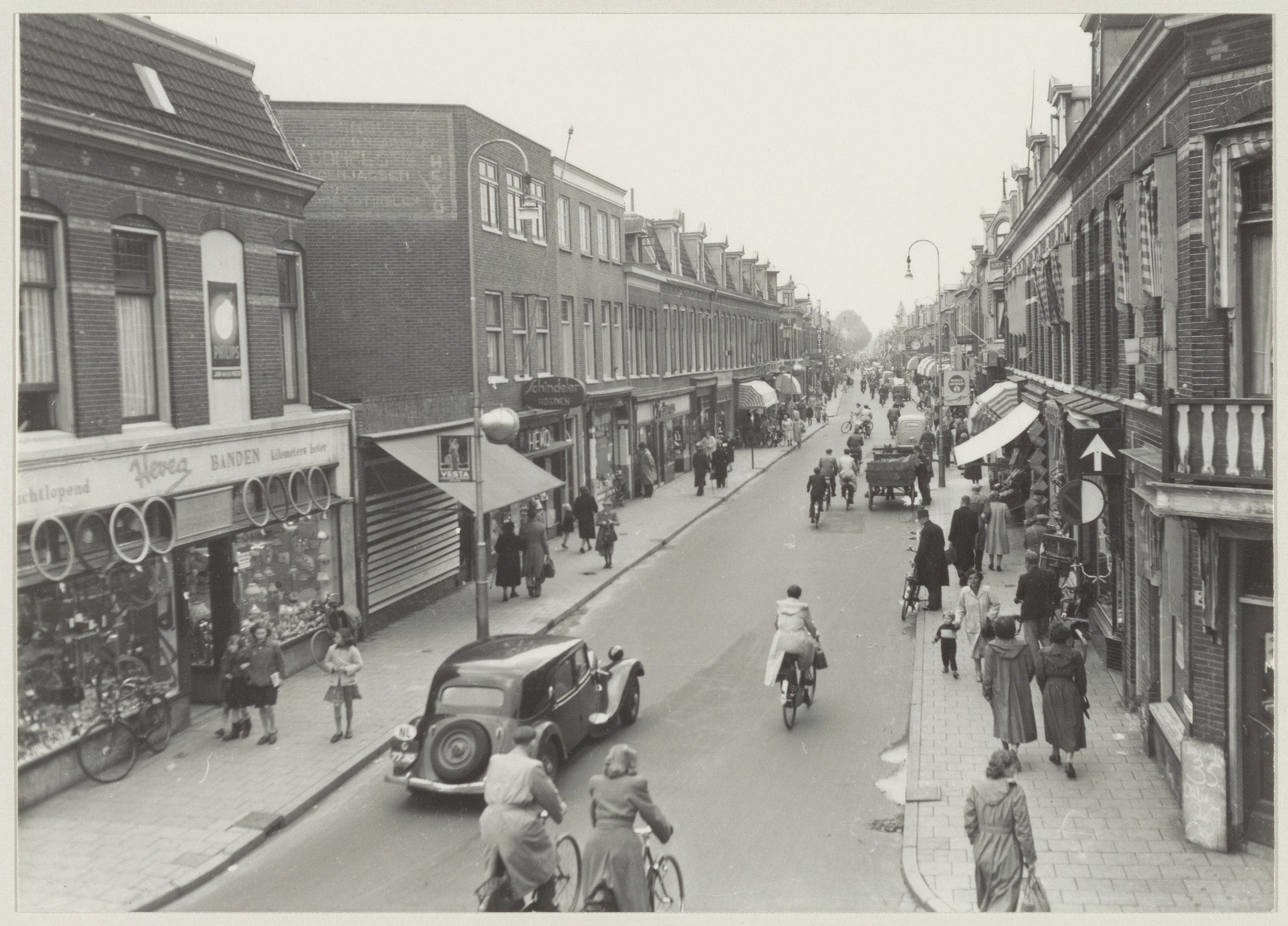
Straat in 1953
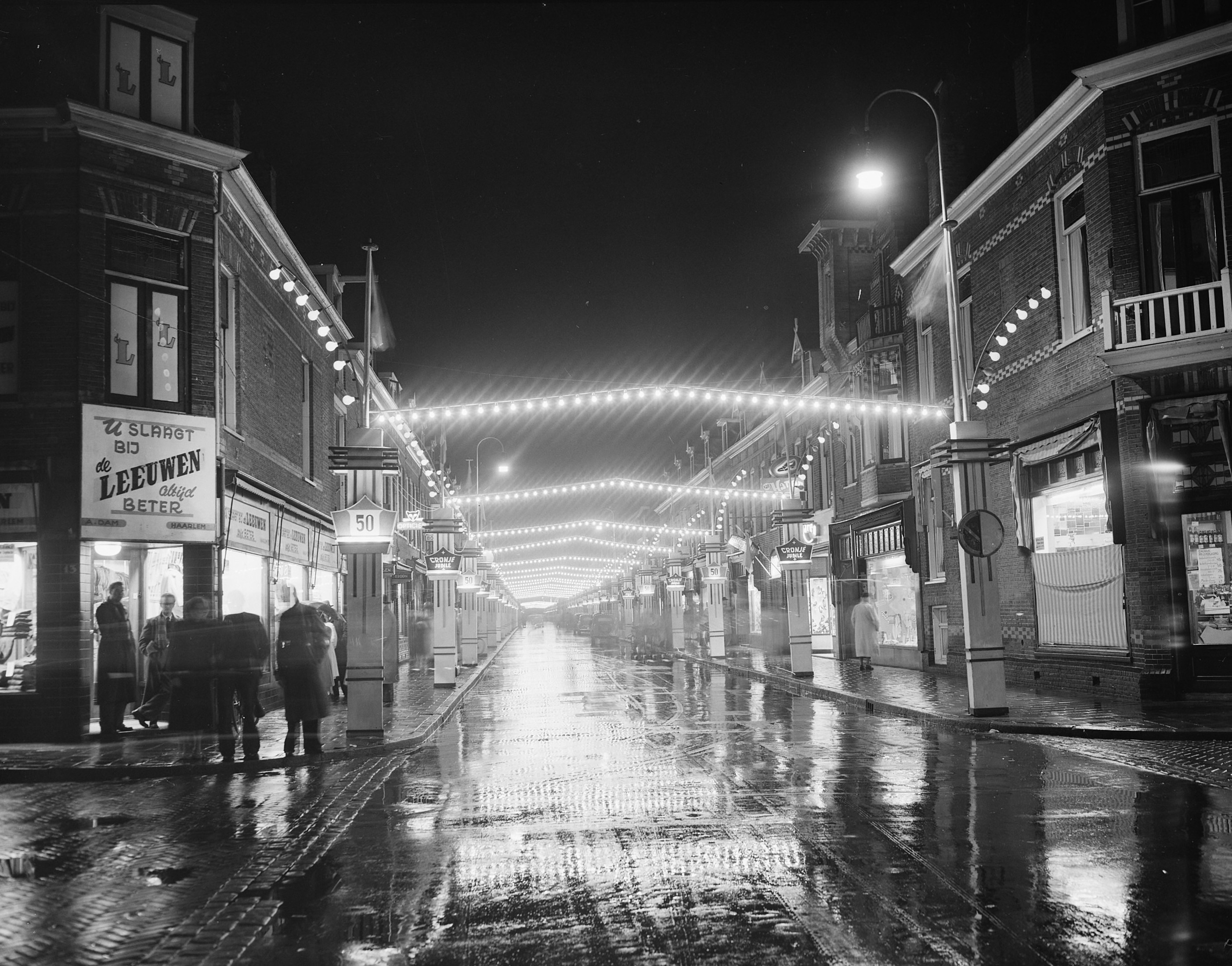
Kerstverlichting in 1950
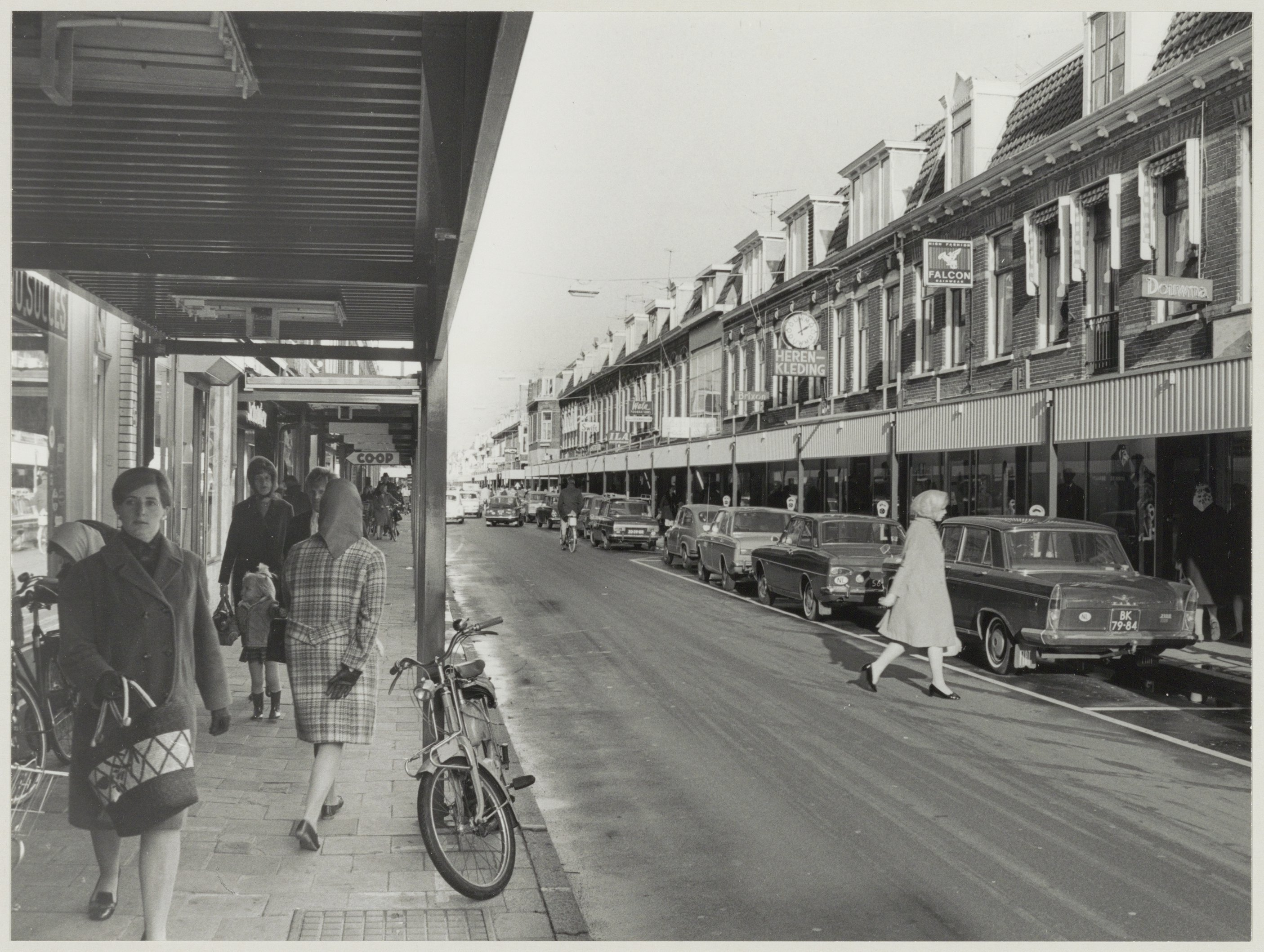
Straat in 1969 met de net aangebrachte luifels
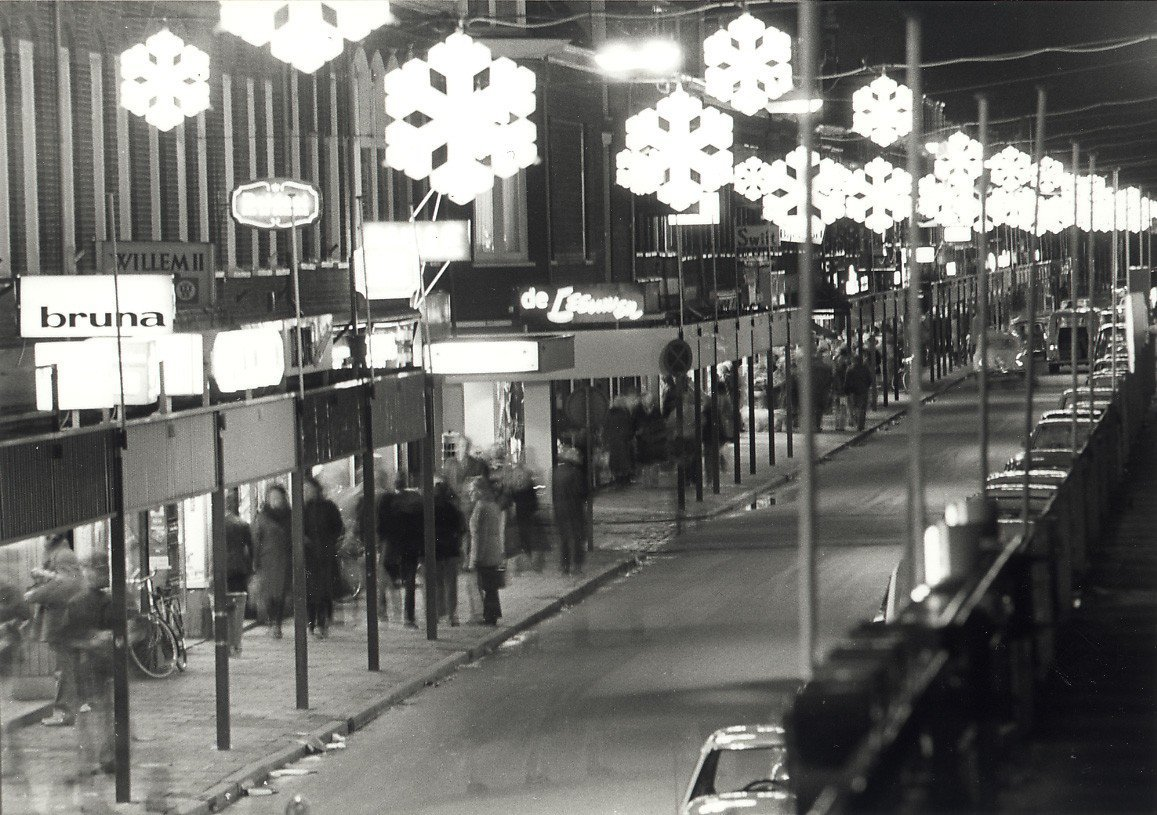
Straat met feestverlichting in 1976
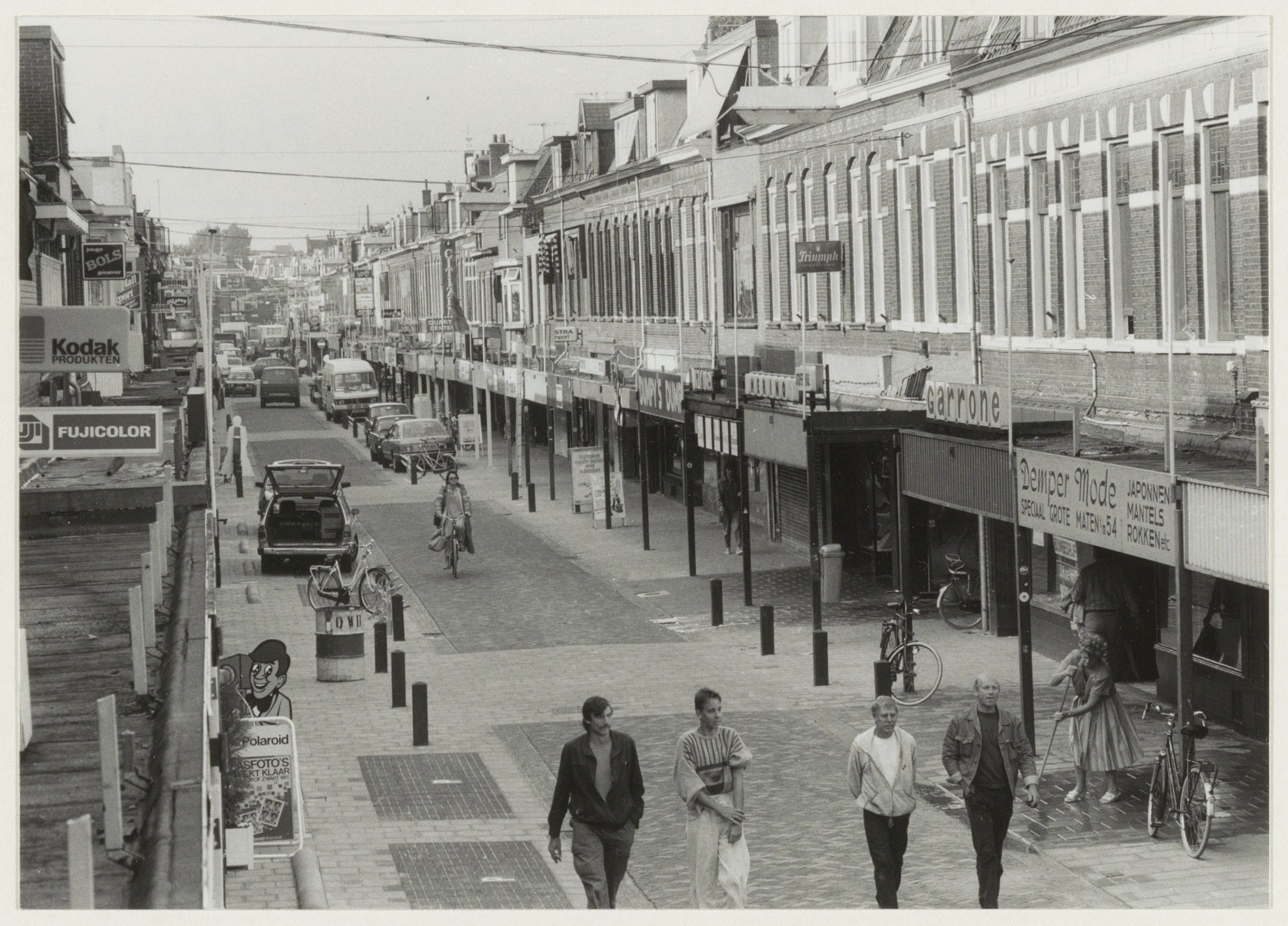
Straat in 1986